# Little Ivies
Little Ivies bezeichnet eine Gruppe renommierter und kleiner Elitecolleges der USA, die nicht zur Ivy League gehören. Die Bezeichnung steht jedoch nicht für eine Organisation oder offizielle Vereinigung.
Institutionen, die als Little Ivies bezeichnet werden, sind alte, kleine, renommierte und im akademischen Bereich führende liberal arts colleges (Hochschulen) in Neuengland. Der Ausdruck Little Ivies drückt aus, dass diese kleinen Universitäten ähnliche Merkmale wie die großen Ivy-League-Universitäten besitzen.

## Umfang der Bezeichnung
Die Bezeichnung wird zuweilen synonym zu den „Kleinen Drei“ (little three) benutzt, also Amherst, Wesleyan und Williams. Der Ausdruck „Little Three“ bezieht sich genaugenommen auf eine frühere Sportliga und wurde dafür verwendet, diese drei Schulen als soziales und akademisches Elite-Trio zu kennzeichnen, zudem erlaubte er die Assoziation mit den sogenannten Großen Drei der Ivy League: Harvard, Yale, and Princeton. Encarta definiert die Little Ivies in Bezugnahme auf diese drei Schulen, die sie als „klein“, „exklusiv“ und „mit hohen akademischen Standards und alten Traditionen“ bezeichnet.
Darüber hinaus kann sich der Begriff auch auf die Colleges der heutigen New England Small College Athletic Conference (NESCAC) beziehen, also die Kleinen Drei zusammen mit Bates, Bowdoin, Colby, Connecticut, Hamilton, Middlebury, Trinity und Tufts.
In seiner Einleitung bezieht sich Greene and Greene’s guide spezifisch auf die „historisch als Little Ivies bezeichnete Gruppe (einschließlich Amherst, Bowdoin, Middlebury, Swarthmore, Trinity, Wesleyan und Williams)“, die „die Gipfel des Prestige und der Auswahlkriterien erreicht und sogar Tausende unserer besten und schlausten jungen Männer und Frauen abgewiesen“ hätten.

## Liste vonLittle Ivies
Universitäten bzw. Colleges, die häufig als Little Ivies bezeichnet werden:
| Institution         | Ort, Bundesstaat             | Gründungsjahr                                       | Little Three | Greene’s Guide “Little Ivies” | NESCAC | Religiöse Zugehörigkeit bei Gründung             | Weitere Informationen |
| ------------------- | ---------------------------- | --------------------------------------------------- | ------------ | ----------------------------- | ------ | ------------------------------------------------ | --- |
| Amherst College     | Amherst (Massachusetts)      | 1821                                                | Ja           | Ja                            | Ja     | Kongregationalistisch                            | Gründungsmitglied der NESCAC. |
| Bates College       | Lewiston (Maine)             | 1855 als Maine State Seminary                       |              | Ja                            | Ja     | Baptisten des Freien Willens (Free Will Baptist) | |
| Bowdoin College     | Brunswick (Maine)            | 1794                                                |              | Ja                            | Ja     | Kongregationalistisch                            | Gründungsmitglied der NESCAC. |
| Colby College       | Waterville (Maine)           | 1813 als Maine Literary and Theological Institution |              | Ja                            | Ja     | Nördliche Baptisten (Northern Baptist)           | |
| Colgate University  | Hamilton (New York)          | 1819                                                |              | Ja                            |        | Baptisten (Baptist Seminary)                     | |
| Connecticut College | New London (Connecticut)     | 1911                                                |              |                               | Ja     | Methodisten                                      | |
| Hamilton College    | Clinton (New York)           | 1812                                                |              | Ja                            | Ja     | Presbyterianer                                   | |
| Haverford College   | Haverford (Pennsylvania)     | 1833                                                |              | Ja                            |        | Quäker                                           | goldsea.com ucrhistory.ucr.edu (PDF; 129 kB) hclib.org |
| Middlebury College  | Middlebury (Vermont)         | 1800                                                |              | Ja                            | Ja     | Informell Kongregationalistisch                  | |
| Swarthmore College  | Swarthmore (Pennsylvania)    | 1864                                                |              | Ja                            |        | Quäker                                           | theatlantic.com tamdistrict.org goldsea.com hclib.org |
| Trinity College     | Hartford (Connecticut)       | 1823                                                |              |                               | Ja     | Episkopalkirche                                  | |
| Tufts University    | Medford (Massachusetts)      | 1852                                                |              |                               | Ja     | Universalistisch                                 | kein kleines Liberal Arts College mehr, sondern eine Forschungsuniversität mit etwa 10.000 Studierenden, davon etwa 5000 undergraduates und 5000 graduate students. |
| Vassar College      | Poughkeepsie (New York)      | 1861                                                |              | Ja                            |        |                                                  | |
| Wesleyan University | Middletown (Connecticut)     | 1831                                                | Ja           | Ja                            | Ja     | Methodisten                                      | Gründungsmitglied der NESCAC. |
| Williams College    | Williamstown (Massachusetts) | 1793                                                | Ja           | Ja                            | Ja     | Kongregationalistisch                            | Gründungsmitglied der NESCAC. |

Hinweis: Gründungsdaten und religiöse Zugehörigkeit wurden von den Institutionen selbst angegeben. Viele von ihnen haben in ihren frühen Jahren eine vielschichtige Vergangenheit und die Geschichten ihrer Herkunft unterliegen der Auslegung. „Religiöse Zugehörigkeit“ bezieht sich auf Sponsoring, formale Verbindungen mit und Förderung durch eine Konfession. Alle zu den “Little Ivies” gehörenden Colleges sind privat und derzeit nicht mit einer Religion verbunden.